# Azid draselný
Azid draselný je anorganická sloučenina se vzorcem KN3. Je to bílá, ve vodě rozpustná draselná sůl kyseliny azidovodíkové. Byl nalezen jako inhibitor nitrifikace v půdě.

## Výroba
Laboratorně může být připraven reakcí uhličitanu draselného s kyselinou azidovodíkovou.
Azid draselný je vyráběn reakcí amidu draselného (KNH2) a oxidu dusného. (N2O)
2 KNH2 + N2O → KN3 + KOH + NH3
Po zahřátí nebo vystavení ultrafialovému záření se explozivně rozkládá na draslík a dusík.
Teploty rozkladu alkalických azidů
- NaN3 - 275 °C
- KN3 - 355 °C
- RbN3 - 395 °C
- CsN3 - 390 °C

## Bezpečnost
Stejně jako azid sodný je vysoce toxický. Toxicita azidů roste s jejich schopností inhibovat cytochrom C oxidázu.
Může reagovat s těžkými kovy za vzniku vysoce explozivních azidů těžkých kovů. (azid olovnatý)